# 谢尔盖·安德烈耶维奇·博热诺夫
谢尔盖·安德烈耶维奇·博热诺夫（romanized: Sergey Andreyevich Bozhenov；1957年9月15日—）是俄罗斯政治人物、第七届国家杜马议员。
1976年，他毕业于别尔哥罗德工业学院。1988年，他毕业于全联盟劳动红旗函授理工学院，获得电机学位和电气工程师资格。2002年，他毕业于奥廖尔地区公共管理学院别尔哥罗德分校，获得国家和市政管理学位。2011年至2015年，他担任别尔哥罗德市长。2015年，他提前离职并被人名为别尔哥罗德副州长。2016年，他当选第七届国家杜马议员。